# 竈 (くど)
竈（くど）とは、

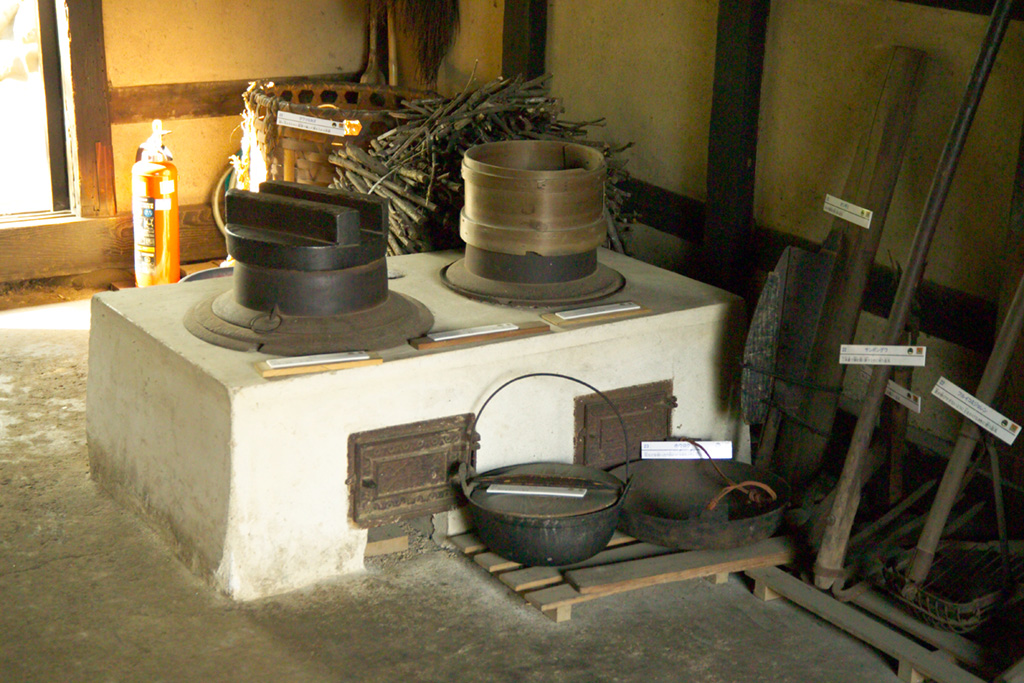
かまど

- 竈（かまど）のうち、その後部に位置する煙の排出部を意味する（原義）。
この意味では特に「竈突」「竈処」と表記されることもある。また『竹取物語』には「かみに竈をあけて…」という一節が存在する。
- 京都などでは、竈（かまど）そのものを意味し、「おくどさん」と呼ぶ。南遠州地方でも、かまど自体をクドと呼んでいた。

また、土間など住居の中で、煮炊きを行う空間そのものを意味することもある。山陰地方などでは、煮炊きの設備を「かまど」、空間そのものを「くど」と呼んで区別している地域も存在する。